# Dendronephthya elongata
Dendronephthya elongata är en korallart som beskrevs av Henderson 1909. Dendronephthya elongata ingår i släktet Dendronephthya och familjen Nephtheidae. Inga underarter finns listade i Catalogue of Life.